# Matthew Long
Matthew Long (født 27. juni 1975 i Sydney) er en australsk tidligere roer.
Long deltog sammen med James Tomkins i toer uden styrmand ved OL 2000 i hjembyen Sydney. Parret blev nummer to i deres indledende heat og vandt deres semifinale, inden de i finalen blev besejret af franskmændene Michel Andrieux og Jean-Christophe Rolland, der vandt guld, og Sebastian Bea og Ted Murphy fra USA, der fik sølv.

## OL-medaljer
- 2000:  Bronze i toer uden styrmand